# USS Robalo (SS-273)
USS Robalo (SS-273) là một tàu ngầm lớp Gato từng phục vụ cùng Hải quân Hoa Kỳ trong Chiến tranh Thế giới thứ hai. Nó là chiếc tàu chiến duy nhất của Hải quân Hoa Kỳ được đặt cái tên này, theo tên một loài trong họ Cá vây tia. Nó đã phục vụ trong Thế chiến II, thực hiện được ba chuyến tuần tra, và trong chuyến tuần tra cuối cùng tại vùng biển Philippines đã bị mất ngoài khơi bờ biển phía Tây đảo Palawan vào ngày 26 tháng 7, 1944, có thể do trúng thủy lôi. Robalo được tặng thưởng hai Ngôi sao Chiến trận do thành tích phục vụ trong Thế Chiến II.

## Thiết kế và chế tạo
Lớp tàu ngầm Gato được thiết kế cho mục đích một tàu ngầm hạm đội nhằm có tốc độ trên mặt nước cao, tầm hoạt động xa và vũ khí mạnh để tháp tùng hạm đội chiến trận. Con tàu dài 311 ft 9 in (95,02 m) và có trọng lượng choán nước 1.525 tấn Anh (1.549 t) khi nổi và 2.424 tấn Anh (2.463 t) khi lặn. Chúng trang bị động cơ diesel dẫn động máy phát điện để cung cấp điện năng cho bốn động cơ điện, đạt được công suất 5.400 shp (4.000 kW) khi nổi và 2.740 shp (2.040 kW) khi lặn, cho phép đạt tốc độ tối đa 21 hải lý trên giờ (39 km/h) và 9 hải lý trên giờ (17 km/h) tương ứng. Tầm xa hoạt động là 11.000 hải lý (20.000 km) khi đi trên mặt nước ở tốc độ 10 hải lý trên giờ (19 km/h) và có thể hoạt động kéo dài đến 75 ngày và lặn được sâu tối đa 300 ft (90 m).
Lớp tàu ngầm Gato được trang bị mười ống phóng ngư lôi 21 in (530 mm), gồm sáu ống trước mũi và bốn ống phía phía đuôi tàu, chúng mang theo tối đa 24 quả ngư lôi. Vũ khí trên boong tàu gồm một hải pháo 3 inch/50 caliber, và thường được tăng cường một khẩu pháo phòng không Bofors 40 mm nòng đơn và một khẩu đội Oerlikon 20 mm nòng đôi, kèm theo súng máy .50 caliber và .30 caliber. Tiện nghi cho thủy thủ đoàn bao gồm điều hòa không khí, thực phẩm trữ lạnh, máy lọc nước, máy giặt và giường ngủ cho hầu hết mọi người, giúp họ chịu đựng cái nóng nhiệt đới tại Thái Bình Dương cùng những chuyến tuần tra kéo dài đến hai tháng rưỡi.
Robalo được đặt lườn tại xưởng tàu của hãng Manitowoc Shipbuilding Company ở Manitowoc, Wisconsin vào ngày 24 tháng 10, 1942. Nó được hạ thủy vào ngày 9 tháng 5, 1943, được đỡ đầu bởi bà E. S. Root, và được cho nhập biên chế cùng Hải quân Hoa Kỳ vào ngày 28 tháng 9, 1943 dưới quyền chỉ huy của Hạm trưởng, Thiếu tá Hải quân Stephen Henry Armbruster.

## Lịch sử hoạt động

### 1943
Sau khi hoàn tất việc chạy thử máy của xưởng tàu tại hồ Michigan, Robalo được chất lên một sà lan để được kéo dọc theo sông Mississippi từ Manitowoc đến New Orleans, Louisiana, nơi nó được tiếp tục trang bị hoàn thiện trước đưa đi vào hoạt động. Sau khi hoàn tất việc chạy thử máy huấn luyện tại khu vực vịnh Mexico, chiếc tàu ngầm chuẩn bị để được điều động sang khu vực Mặt trận Thái Bình Dương. Nó băng qua kênh đào Panama và đi đến Trân Châu Cảng thuộc quần đảo Hawaii vào đầu năm 1944.

### 1944

#### Chuyến tuần tra thứ nhất
Khởi hành từ Trân Châu Cảng cho chuyến tuần tra đầu tiên tại vùng biển Philippines, vào ngày 12 tháng 2, 1944, Robalo trông thấy một thuyền buồm lớn với hai cột buồm. Trên đường đi đến căn cứ mới tại Fremantle, Australia, vào ngày 13 tháng 2, nó tiếp tục đụng độ với hai tàu buôn được hai tàu quét mìn hộ tống về phía Đông eo biển đảo Verde, và phải chịu đựng 13 quả mìn sâu do các tàu hộ tống thả xuống; bốn quả ngư lôi do Robalo phóng ra từ khoảng cách 3.100 thước Anh (2.800 m) đã không trúng đích.

#### Chuyến tuần tra thứ hai
Trong chuyến tuần tra thứ hai, Robalo hoạt động tại khu vực biển Đông nhằm ngăn chặn tuyến đường vận chuyển của các tàu chở dầu từ Đông Dương thuộc Pháp đến điểm neo đậu hạm đội tại Tawi Tawi. Ngoài khơi Đông Dương vào ngày 24 tháng 4, nó bị máy bay tuần tra ném bom làm hư hại kính tiềm vọng và ăn-ten radar. Trong suốt chuyến tuần tra kéo dài 51 ngày này, nó đã phóng tổng cộng 20 quả ngư lôi trong bốn đợt tấn công khác nhau, nhưng chỉ ghi được một quả trúng đích vào ngày 17 tháng 5, gây hư hại cho một tàu chở dầu. Chiếc tàu ngầm khi quay trở về căn cứ Fremantle.

#### Chuyến tuần tra thứ ba
Khởi hành từ vào ngày 22 tháng 6 cho chuyến tuần tra thứ ba, cũng là chuyến sau cùng, tại khu vực biển Đông, Robalo hoạt động tại khu vực lân cận quần đảo Natuna. Sau khi đi qua các eo biển Makassar và Balabac đầy dẫy thủy lôi,  theo kế hoạch chiếc tàu ngầm sẽ đi đến vị trí tuần tra vào khoảng ngày 6 tháng 7, và ở lại đây cho đến ngày 2 tháng 8. Một báo cáo được gửi vào ngày 2 tháng 7 cho biết nó bắt gặp một thiết giáp hạm lớp Fusō được hai tàu khu trục và máy bay tuần tra hộ tống về phía Đông đảo Borneo. Sau đó chiếc tàu ngầm hoàn toàn mất liên lạc.
Tài liệu thu được sau chiến tranh xác nhận Robalo đã bị đắm do trúng mìn khoảng 2 nmi (3,7 km) ngoài khơi bờ biển phía Tây đảo Palawan vào ngày 26 tháng 7, 1944, tại tọa độ 08°25′B 117°53′Đ / 8,417°B 117,883°Đ. Bốn thành viên thủy thủ đoàn gồm một sĩ quan và ba thủy thủ đã sống sót, bơi vào bờ và lẫn trốn cho đến khi bị hiến binh Nhật bắt giữ. Họ được đưa lên một tàu khu trục và rời khỏi Palawan vào ngày 15 tháng 8, rồi mất tung tích kể từ đó.
Tên của Robalo được cho rút khỏi danh sách Đăng bạ Hải quân vào ngày 16 tháng 9, 1944.

## Phần thưởng
Robalo được tặng thưởng haiNgôi sao Chiến trận do thành tích phục vụ trong Thế Chiến II.
|  |                           |  |
|  | Bronze star · Bronze star |  |

| Dãi băng Hoạt động Tác chiến  |                                                                         |                                      |
| Huân chương Chiến dịch Hoa Kỳ | Huân chương Chiến dịch Châu Á-Thái Bình Dương với 2 Ngôi sao Chiến trận | Huân chương Chiến thắng Thế Chiến II |